# Entertainment Weekly
Entertainment Weekly (ibland förkortat EW) är ett amerikanskt tidskrift som publiceras av Time Inc., ett dotterbolag till Time Warner. Tidskriften behandlar ämnen såsom film, TV, musik, Broadwayteatrar, böcker och populärkultur. Till skillnad från US Weekly, People, och In Touch Weekly fokuserar Entertainment Weekly inte främst på kändisar utan på underhållningsmedia och recensioner. Till skillnad från Variety och The Hollywood Reporter är målgruppen inte de som arbetar inom industrin utan en mer generell publik.